# Cabo da Roca
Pour les articles homonymes, voir Roca.
Le Cabo da Roca (le cap de Roca) est le point le plus occidental du continent européen. Il est situé au Portugal, dans le district de Lisbonne dans la municipalité de  Sintra, à 42 km à l'ouest de la capitale portugaise. Ses falaises s'élèvent à environ 140 mètres au-dessus de l'océan Atlantique.
Le poète Luis de Camões (c. 1525-1580) décrivait le cap dans les Lusiades comme  « l'endroit où la terre s'arrête et où la mer commence ».
En 1758, le marquis de Pombal autorise la construction de six phares le long de la côte proche de Lisbonne. Celui du Cabo da Roca est mis en service en 1772.

## Galerie

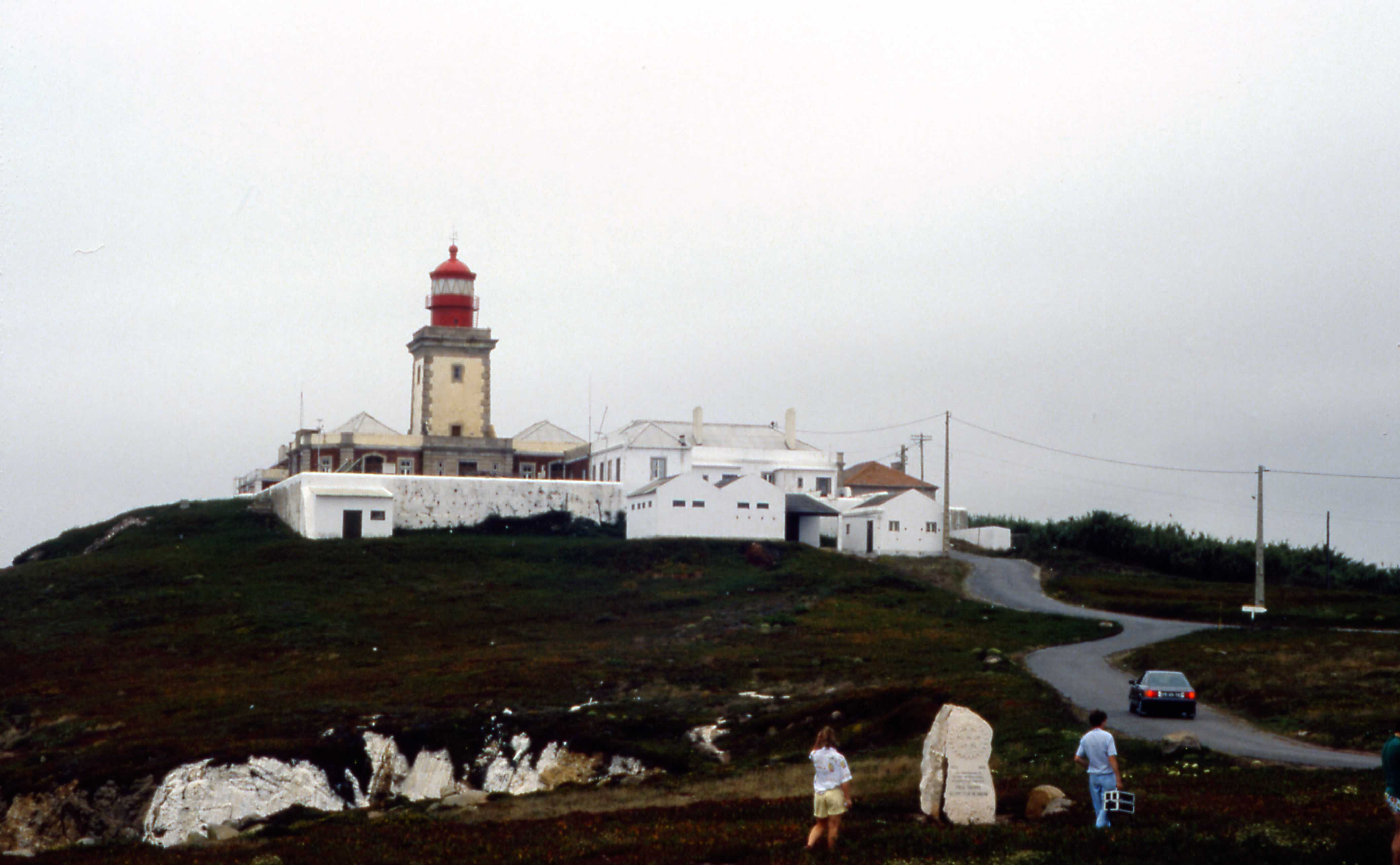
Le phare de Cabo de Roca.
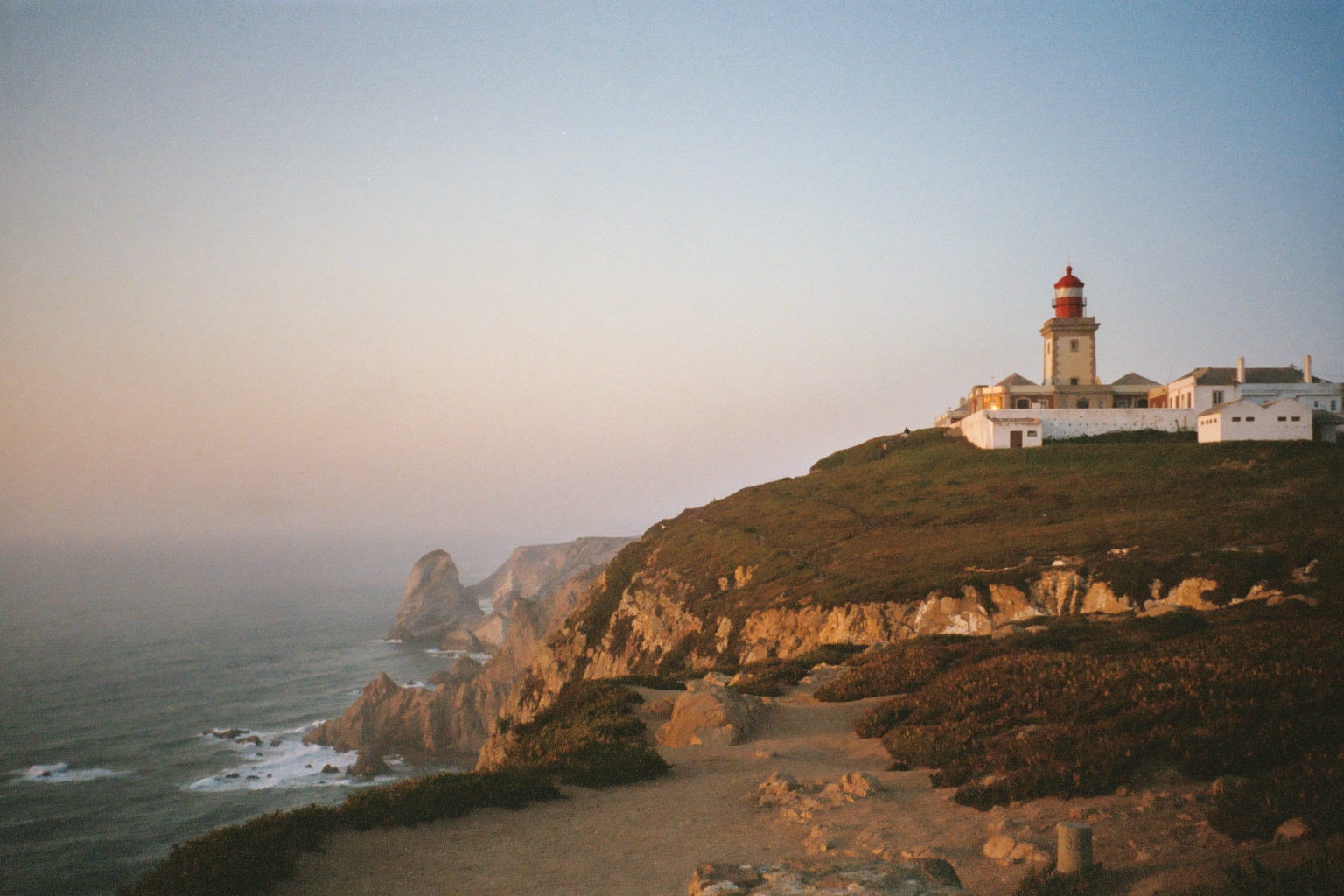
Le phare vu du sud.
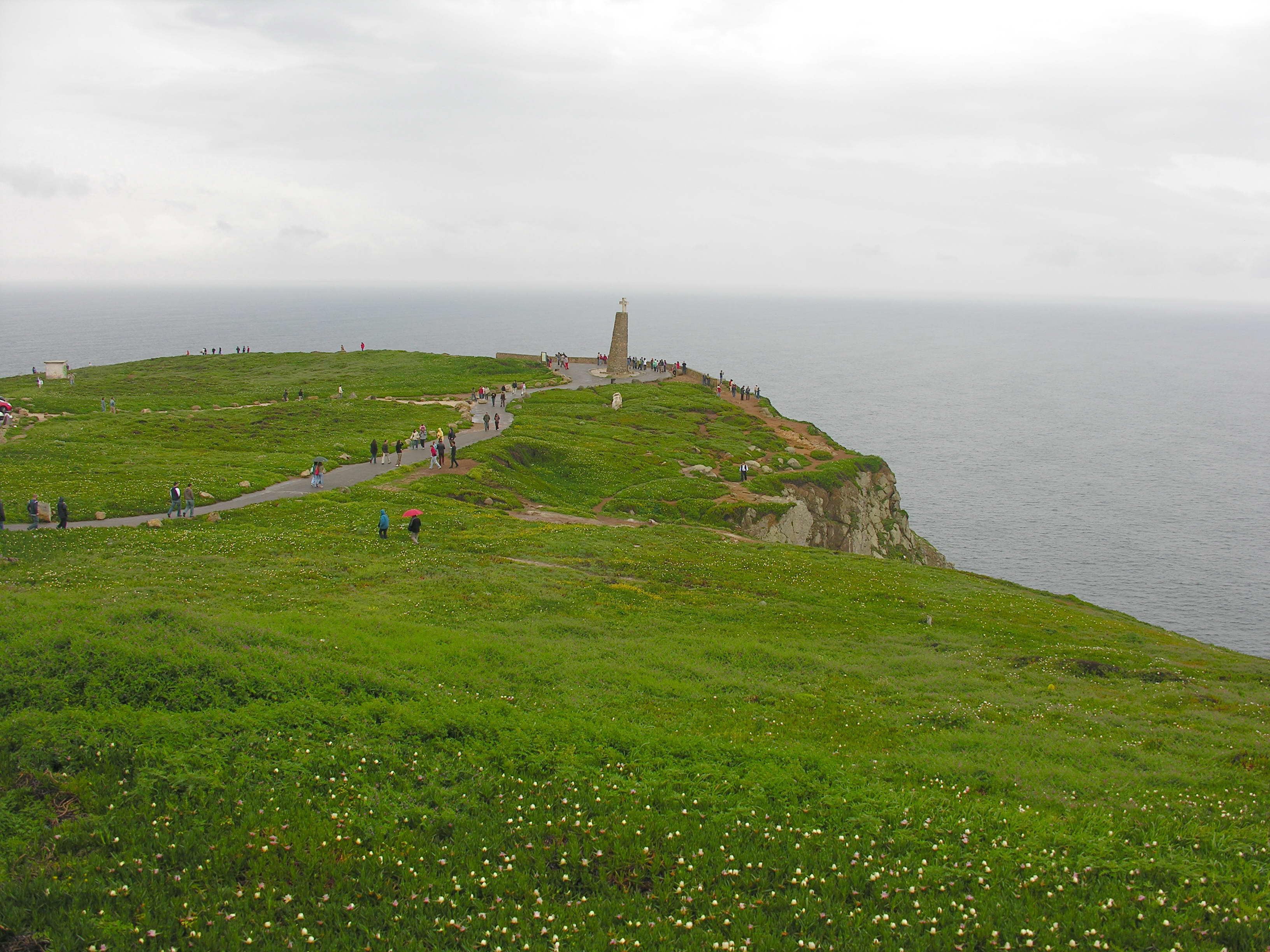
Le cap et le monument.
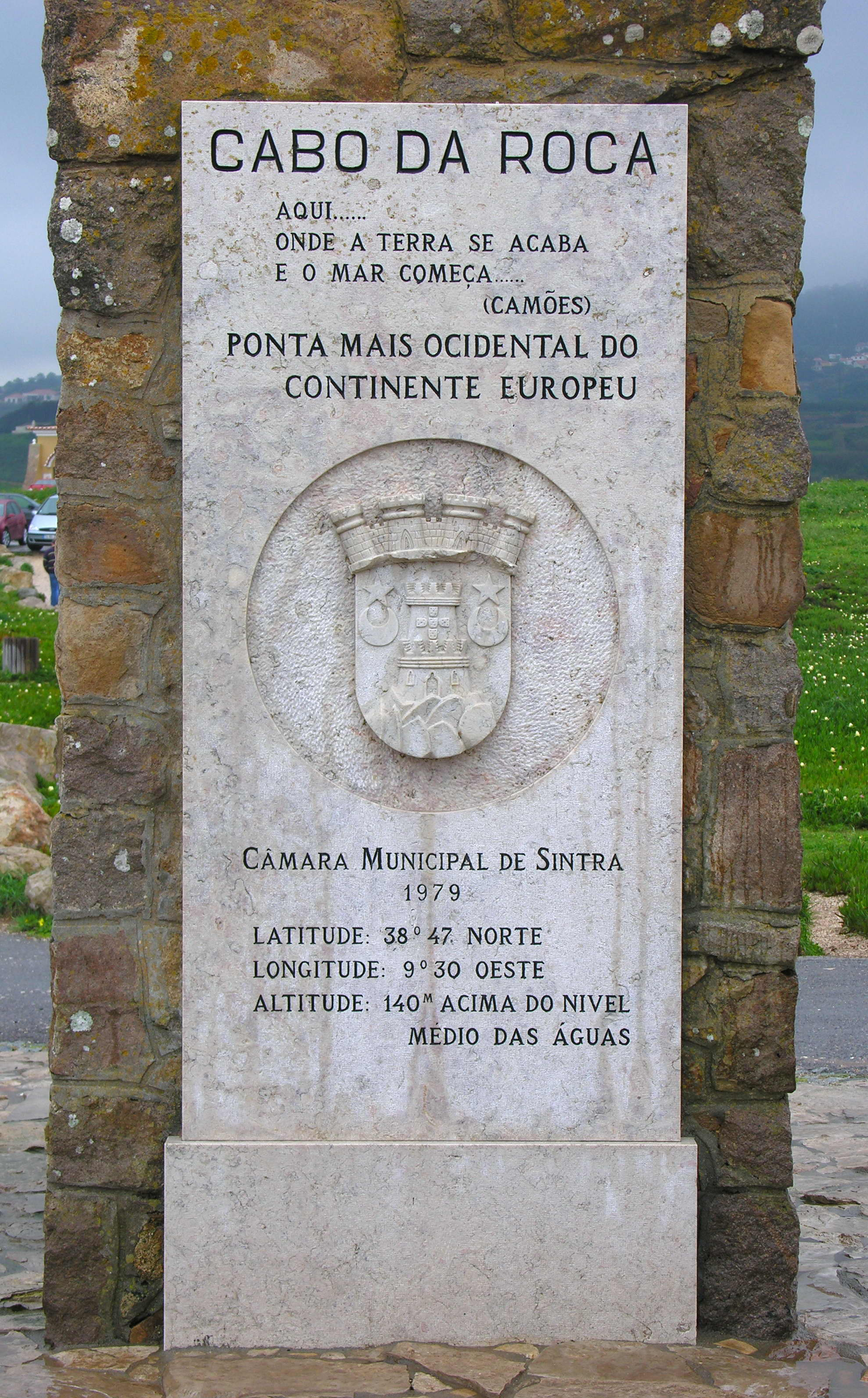
Stèle du monument.
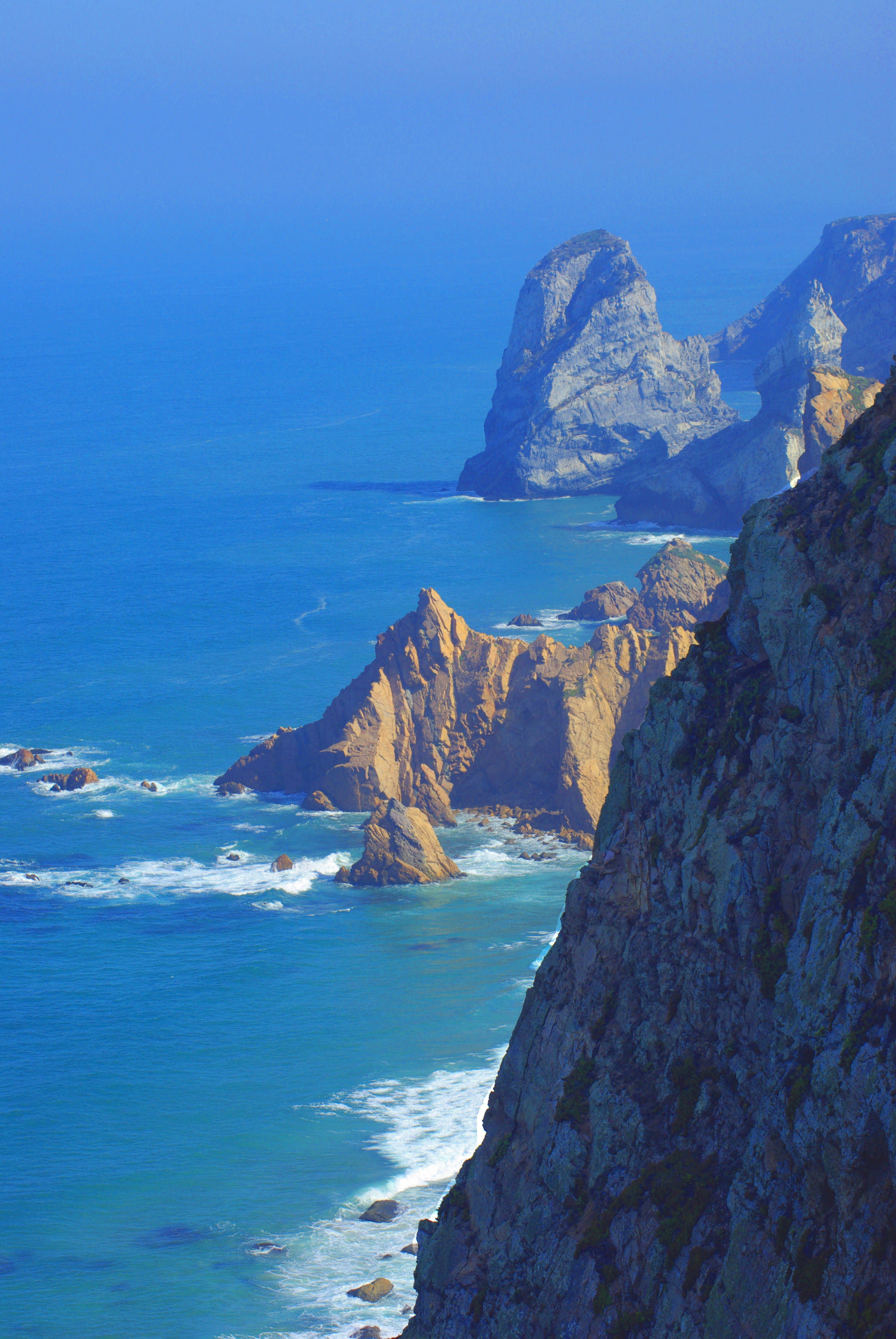
Les Falaises et l'océan, depuis le Cabo da Roca.
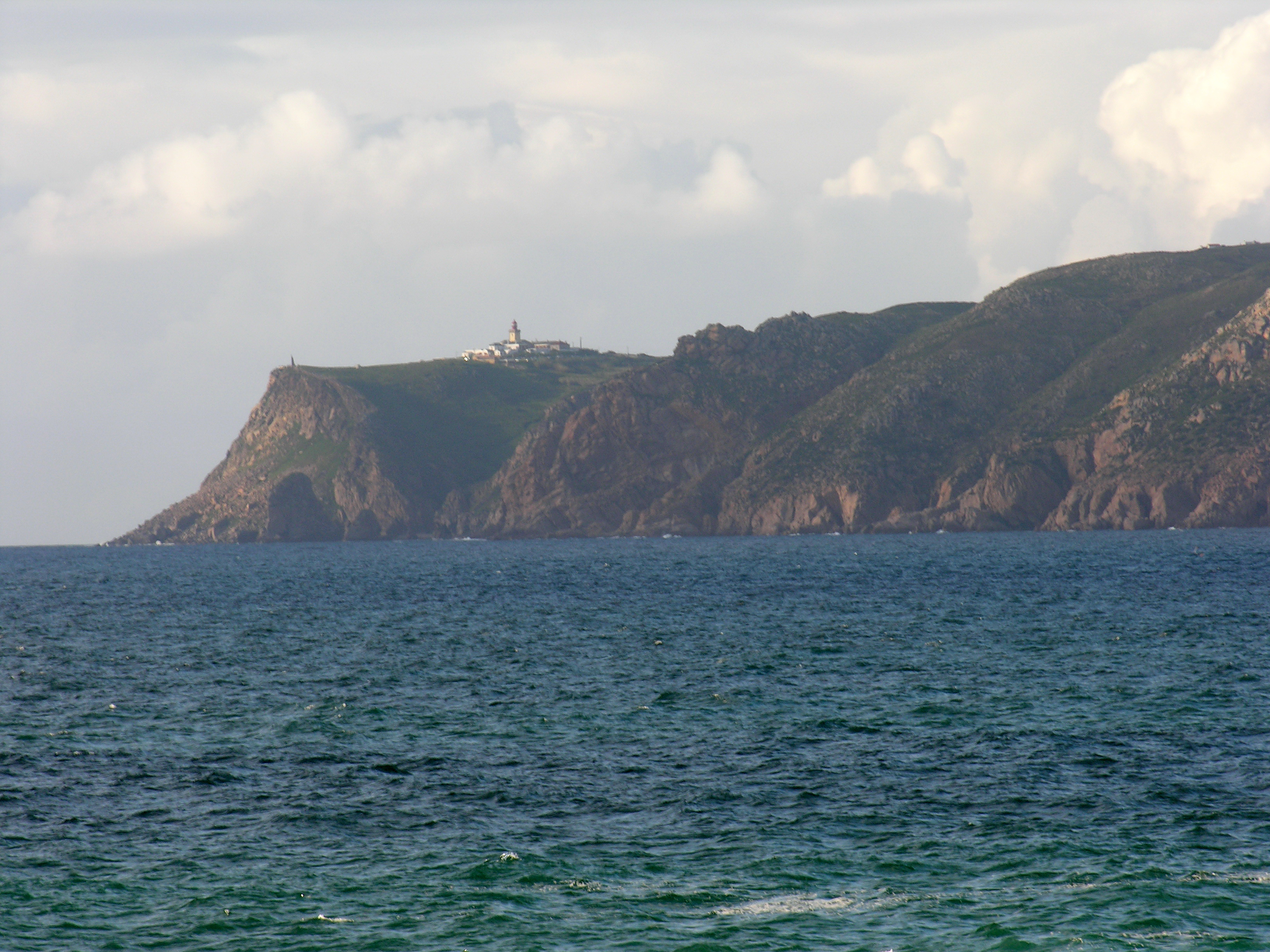
Le cabo da Roca.